# Александр (Тимофеев)
Архиепи́скоп Алекса́ндр (в миру Никола́й Анато́льевич Тимофе́ев; 8 августа 1941, Тейково, Ивановская область — 7 января 2003, Саратов) — епископ Русской православной церкви, архиепископ Саратовский и Вольский.

## Биография
Родился 8 августа 1941 года в Тейкове, в семье рабочего. По окончании средней школы поступил в Московскую духовную семинарию, которую окончил в 1963 году.
С 1963 по 1966 года служил в рядах Советской Армии.
В 1966 году в Армии поступил на 1-й курс Московской духовной академии, которую закончил в 1971 году со степенью кандидата богословия за сочинение «Сравнительный анализ текстов староболгарского памятника XI в. „Ейенски апостол“ и богослужебной книги Апостол Синодального издания».
19 августа 1971 года пострижен в монашество с именем Александр в честь благоверного князя Александра Невского.
1 сентября того же года назначен преподавателем Московской духовной семинарии и помощником инспектора Московской духовной академии и семинарии.
12 сентября того же года рукоположён во иеродиакона, а 14 сентября — во иеромонаха.
С июня по август 1972 года — личный секретарь председателя ОВЦС.
В сентябре 1972 года назначен старшим помощником инспектора Московской духовной академии и семинарии.
С октября 1972 года — исполняющий обязанности инспектора Московской духовной академии и семинарии. 22 ноября утверждён в должности инспектора Московской духовной академии и семинарии с возведением в сан игумена.
С января 1973 года — преподаватель Московской духовной академии.
7 апреля 1973 года возведён в сан архимандрита.
В октябре того же года избран доцентом Московской духовной академии.
В марте 1981 года утверждён в звании профессора Московской духовной академии.
16 июля 1982 года решением Священного Синода РПЦ назначен ректором Московской духовной академии и семинарии.

### Епископское служение
12 октября 1982 года Священный синод постановил: ректору Московских духовных академии и семинарии архимандриту Александру (Тимофееву) быть епископом Дмитровским, викарием Московской епархии.
14 октября 1982 года в Покровском академическом храме хиротонисан во епископа Дмитровского, викария Московской епархии. Хиротонию совершали митрополит Таллинский и Эстонский Алексий (Ридигер), митрополит Минский и Белорусский Филарет (Вахромеев), митрополит Крутицкий и Коломенский Ювеналий (Поярков), митрополит Калининский и Кашинский Алексий (Коноплев).
Широко привлекал для преподавания в семинарии и академии людей с высшим светским образованием. Как вспоминал Юстиниан (Овчинников), «зачастую получалось, что человек, приглашённый в качестве „варяга“ для чтения какой-либо „смежной“ дисциплины, воцерковлялся, становился священником, заочно обучаясь, заканчивал и семинарию и академию и становился полноправным членом церкви и преподавательской корпорации».
16 сентября 1986 года назначен председателем учебного комитета при Священном синоде.
9 сентября 1986 года возведён в сан архиепископа.
6 июля 1989 года решением Священного синода Русской православной церкви освобождён от обязанностей члена Смешанной англикано-православной комиссии по доктринальным вопросам.
С 18 февраля по 12 августа 1992 года — председатель комиссии по подготовке к проведению в 1992 году празднования 600-летия со дня преставления преподобного Сергия Радонежского.
12 августа 1992 года после рассмотрения на заседании Священного синода вопроса «о состоянии дел в области богословского образования» уволен от должностей председателя учебного комитета при Священном синоде и ректора МДАиС с увольнением на покой.
На покое жил за Троице-Сергиевой лаврой близ храма Святого Пророка Илии, в отдельном доме.
26 февраля 1994 года назначен архиепископом Майкопским и Армавирским.
17 июля 1995 года назначен архиепископом Саратовским и Вольским. Одновременно возглавил Саратовскую духовную семинарию. На сайте Саратовской епархии «Православие и современность» в заслугу ему в первую очередь ставилась забота о Саратовской духовной семинарии и создание чётко работающей структуры епархиального управления.
Крепким здоровьем не отличался. По воспоминаниям протоиерея Михаила Беликова, «архиерейские богослужения владыка совершал нечасто из-за состояния здоровья: у него были проблемы с позвоночником, с сердцем, с давлением». Уделял нуждам новой для него епархии недостаточно внимания. В период его управления епархией, как писала Екатерина Ференец, «церковная, и шире — духовная жизнь региона находилась в стадии глубокой стагнации. Церковь жила своей отдельной жизнью, о которой большинство горожан имели довольно смутные представления. Не было налаженных контактов со СМИ, властями, общественными организациями и прочими светскими институтами. Какой-либо просветительской, миссионерской или социальной деятельности в силу различных причин тоже практически не велось». По словам игумена Нектария (Морозова), прибывшего в Саратов в 2003 году вместе с епископом Лонгином (Корчагиным), назначенным после смерти архиепископа Александра, «когда мы приехали, было полное ощущение того, что мы сели в машину времени и переместились лет на десять-двенадцать назад».
По воспоминаниям епископа Тарасия (Владимирова): «Последние годы жизни он очень болел. Ему было тяжело служить, особенно делать поклоны, потому что у него была травма позвоночника, которую он получил ещё в армии. Мне приходилось его причащать во время болезни. <…> Когда мы зашли, владыка читал молитву, он уже был в епитрахили, был разложен антиминс. Владыка выглядел очень уставшим. Я тогда в первый раз видел, как причащается на дому, в болезни, архиерей, и запомнил, с какой верой и надеждой на исцеление он причащался. Вид его после причастия преобразился, он нас поблагодарил. Для меня, тогда ещё молодого священника, было впечатляющим увидеть, что основным смыслом его жизни было соединение со Христом».
Скончался 7 января 2003 года после ночного Рождественского богослужения от острой сердечной недостаточности. Чин отпевания в Духосошественском соборе 9 января совершили архиепископ Самарский и Сызранский Сергий (Полеткин) и архиепископ Верейский Евгений (Решетников). Погребён в архиерейской усыпальнице Духосошественского собора.

## Публикации
- Патриаршее посещение Московских духовных школ // Журнал Московской Патриархии. 1972. — № 11. — С. 26.
- Икона Вознесения Господня из собрания ЦАК МДА // Журнал Московской Патриархии. 1976. — № 5. — С. 8-9.
- Посещение Святейшим Патриархом Московских духовных академии и семинарии // Журнал Московской Патриархии. 1977. — № 2. — С. 22
- Ответственность Русской Православной Церкви Союзу в миротворческой деятельности в условиях современной международной обстановки // Журнал Московской Патриархии. 1982. — № 9. — С. 66-69.
- Святейший Патриарх Пимен о задачах Духовной школы (к 300-летию Московской Духовной Академии) // Журнал Московской Патриархии. 1985. — № 1. — С. 60-71
  - Святейший Патриарх Пимен о задачах Духовной школы [библ. 14] // Богословские труды. 1986. Сборник, посвящённый МДА. — С. 9-23.
- Святейший Патриарх Пимен — преемник Московских Первосвятителей // Журнал Московской Патриархии. 1985. — № 11. — С. 11-16.
- Приветствие при вручении Святейшему Патриарху Пимену адреса Московских Духовных Академии и Семинарии [в связи с 75-летием со дня его рождения] // Журнал Московской Патриархии. 1985. — № 11. — С. 24.
- Практика Церквей и единство // Журнал Московской Патриархии. 1987. — № 7. — С. 61-65.
- Русская Православная Церковь в новых исторических условиях // Журнал Московской Патриархии. 1987. — № 11. — С. 4-7.
- О подготовке кадров священно- и церковнослужителей Русской Православной Церкви // Журнал Московской Патриархии. 1990. — № 2. — С. 38-42.
- 400-летие учреждения Патриаршества в Русской Православной Церкви // Журнал Московской Патриархии. 1990. — № 3. — С. 32-34.
- На начало учебного года // Журнал Московской Патриархии. 1990. — № 7. — С. 48-49.

## Награды
- Орден Трудового Красного Знамени (3 июня 1988 года) — за активную миротворческую деятельность и в связи с 1000-летием крещения Руси[8].